# Ernst Ising
Ernst Ising (Keulen, 10 mei 1900 -  Peoria, 11 mei 1998) was een Duits natuurkundige waarnaar het Ising-model vernoemd werd. 
Ising, die Joods was, vluchtte in 1939 met zijn vrouw, de econoom Johanna Ehmer, naar Luxemburg. Toen het land in de Tweede Wereldoorlog bezet werd, moest hij voor het Duitse leger werken. In 1947 emigreerde hij naar de Verenigde Staten. Hij was tot zijn emeritaat hoogleraar natuurkunde aan de Bradley University.

## Voetnoten
1. ↑  Stutz, Conley, Williams, Beverly (March 1999). Obituary: Ernst Ising. Physics Today 52 (3): 106–108.